# Tiến Hóa
Tiến Hóa là một xã thuộc huyện Tuyên Hóa, tỉnh Quảng Bình, Việt Nam.
Xã Tiến Hóa có diện tích 37,79 km², dân số năm 2019 là 7.346 người, mật độ dân số đạt 194 người/km².